# Susana Kamini
Susana Kamini est une actrice de cinéma mexicaine.

## Filmographie
- 1973 : The Mansion of Madness : une prêtresse
- 1975 : Mary, Mary, Bloody Mary
- 1977 : Hay que parar la delantera
- 1977 : Prisión de mujeres : Paula
- 1977 : Pafnucio Santo : Patricia Hearst
- 1978 : Alucarda, la hija de las tinieblas : Justine
- 1979 : Fuego negro (Black Fire) : Gaby
- 1982 : El anima de Sayula
- 1982 : Días de combate : Monica
- 1983 : La mujer del lago : Ruth
- 1985 : To Kill a Stranger : Esbietha
- 1985 : El rey de la vecindad : Macrina
- 1986 : Cicatrices del alma
- 1986 : Astucia
- 1989 : A garrote limpio (By Hook or by Crook)